# Африка (фильм, 2022)
«Африка» — дебютный полнометражный фильм Дарьи Биневской и Нади Славецкой, снятый в 2021 году.
Краткое описание: 
1943 год. На окраине блокадного Ленинграда, в опустевшей деревне остаются трое детей и их мать, которая слишком слаба для походов в лес в поисках еды. В один из дней сыновья отправляются в дорогу сами и оказываются перед недетским выбором — спасти семью или собаку, которую они находят на месте боя.

## Сюжет
Несмотря на место и время действия, серьёзный драматический сюжет, «Африка» — это семейное кино для детей с возрастным рейтингом «6+», по словам режиссёра фильма — не стоит воспринимать фильм как серьёзную военную драму, «Африка» — фильм-притча, образ, метафора или «социальная сказка» о мужестве, о преданности, о первом серьёзном выборе, о вере в человечность, о голоде, о любви, и о раннем взрослении:

 Передо мной, как перед режиссёром и сценаристом, стояла задача снять исторический фильм, где действие происходит во времена блокады Ленинграда, но при этом сделать его доступным для просмотра с самого юного возраста. И мне кажется, нам это удалось— режиссёр Дарья Биневская
Зима 1943 года, война. На окраине блокадного Ленинграда, в опустевшей деревне остаются в живых только мать и трое её детей: старший — Санька, средний — восьмилетний Егорка и совсем маленькая дочь — Маша. Мать слишком слаба для походов в лес в поисках еды и падает в голодный обморок. Сыновья отправляются через заминированное поле в лес с целью раздобыть хоть какую-то пищу для семьи. Они находят на месте боя после недавних обстрелов раненную еле живую огромную собаку. На ошейнике собаки медальон сапёрного батальона, становится ясно, что это — собака-сапёр. И в то время как старший брат, как теперь старший в семье и ответственный за неё, видит в собаке средство выживания семьи от голода: «Это не собака. Это — еда», младший не согласен с ним: «Это советский боевой пёс». Егорка не может допустить того, чтобы эту собаку просто съели, малыш оказывается перед совсем недетским выбором — спасти собаку или семью.

## В ролях
- Алексей Родионов — Егорка
- Олег Чугунов — Санька
- Екатерина Гусева — Вера Васильевна, мама
- Игорь Петренко — Евстафьев, капитан
- Алиса Клагиш — Маша
- Марк Вдовин — сержант
- Андрей Матвеев — водитель
- Максим Добророднов — солдат
- Андрей Гаркунов — солдат
- Денис Казандайкин — солдат

В роли Африки — овчарки Лиля и Жаклин из агентства, специализирующегося на дрессуре собак для кино. 11-летняя Лиля работала крупным планом: это её преданные и ласковые глаза, милая морда попадали в крупные кадры. Более молодая Жаклин участвовала во всех пробежках и трюках.
Съемки фильма проходили в январе 2021 года в Ленинских Горках.

## Показ
Премьерный показ фильма состоялся в День Победы 9 мая 2022 года на телеканале «СТС» после трансляции Парада Победы в 12.10.
В тот же день фильм вышел в кинопрокат в России, за год к июню 2023 года в кинотеатрах фильм посмотрели 60 286 зрителей, общий кассовый сбор составил 5 681 202 рублей, но в основном показ был организован бесплатно на международных площадках Россотрудничеством и в российских кинотеатрах, демонстрировался в школах, детских лагерях и других детских учреждениях.
В рамках кинопроекта «Киносферум» фильм выложен в открытый доступ в интернете для онлайн-показа.

## Фестивали
Фильм участвовал в десятках кинофестивалей как в России, так и за рубежом, в частности:
- Кинофестиваль «Киношок» (2021, Россия, Анапа) — в конкурсе детских фильмов «Киномалышок» Приз за лучшую детскую роль (Алексей Родионов).
- Кинофорум «Золотой Витязь» (2022, Россия, Севастополь) — Приз «Бронзовый Витязь».
- Кинофестиваль «Лучезарный Ангел» (2021, Россия, Москва) — участие в основной конкурсной программе, но призами не был отмечен[10].
- Сочинский Международный кинофестиваль и кинопремии «Ирида» (SIFFA) (2021, Россия, Сочи) — Специальный диплом жюри.
- Международный кинофестиваль в Дакке (2022, Бангладеш, Дакка) — Приз имени Бадала Рахмана за «Лучший детский фильм».